# St. Benedict (Saskatchewan)
Pour les articles homonymes, voir St. Benedict.
St. Benedict est un village situé dans la région de Carlton Trail (en) en Saskatchewan au Canada. Il est situé à environ 56 km au nord de Humboldt sur l'autoroute 20 (en). Le village a été fondé par des immigrants allemands au début du XXe siècle.

## Démographie
| 2001 | 2006 | 2011 | 2016 |
| ---- | ---- | ---- | ---- |
| 109  | 78   | 82   | 84   |